# 신시라오카역
신시라오카역(일본어: 新白岡駅)은 일본 사이타마현 시라오카시에 있는 동일본 여객철도 도호쿠 본선의 역이다. 우쓰노미야 선 구간에 포함되어 있다.

## 타는 곳
| 1 | ■ 우쓰노미야 선    | (상행)             | 오미야 · 우에노 · 도쿄 · 시나가와 · 요코하마 방면 (우에노도쿄라인·도카이도 선) |
| 1 | ■ 쇼난 신주쿠 라인 | (요코스카 선) 직통 | 오미야 · 신주쿠 · 요코하마 · 오후나 방면                                       |
| 2 | ■ 우쓰노미야 선    | (하행)             | 오야마 · 우쓰노미야 · 구로이소 방면                                            |

## 이용 현황
| 승차 인원 추이 | 승차 인원 추이      |
| 연도           | 하루 평균 승차 인원 |
| -------------- | ------------------- |
| 2000           | 4,577               |
| 2001           | 4,864               |
| 2002           | 5,038               |
| 2003           | 5,224               |
| 2004           | 5,452               |
| 2005           | 5,769               |
| 2006           | 6,001               |
| 2007           | 6,143               |
| 2008           | 6,221               |
| 2009           | 6,255               |
| 2010           | 6,217               |

## 역 주변
- 시라오카 정 근로자 체육센터
- 시라오카 정 노인복지센터
- 무사시노 은행 신시라오카 지점
- 닛폰 공업 대학

## 인접 정차역
| 동일본 여객철도 도호쿠 본선 | 동일본 여객철도 도호쿠 본선    | 동일본 여객철도 도호쿠 본선 |
| --------------------------- | ------------------------------ | --------------------------- |
| 시라오카 아타미 방면        | ■ 보통 ■ 쇼난 신주쿠 라인 보통 | 구키 구로이소 방면          |